# Tierradentro
Tierradentro là một trong những nền văn hóa tiền Colombo cổ xưa ở Colombia. Nó có lịch sử từ khoảng năm 200 TCN và kéo dài cho đến thế kỷ 17. Ngày nay nó là một công viên khảo cổ quốc gia trong phạm vi quản lý của đô thị Inza, Cauca, trung tâm dãy Andes, tây nam Colombia. Công viên nằm cách thủ phủ của tỉnh là thành phố Popayán khoảng 100 km và được quản lý bởi Viện Lịch sử và Nhân chủng học Colombia (ICANH), cơ quan quốc gia duy nhất về khảo cổ học.
Khu vực này rất nổi tiếng bởi những cấu trúc Hypogeum ngầm thời tiền Colombo được tìm thấy trong các cuộc khai quật nằm rải rác trong khu vực khảo cổ. Tổng cộng có 162 mộ và lăng mộ ngầm nằm tại các khu vực là Alto del Aguacate (đồi Avocado) với 62 lăng mộ được bố trí trong khu vực dài 250 mét, Alto de San Andrés với 23 lăng mộ Hypogeum, Alto de Segovia với 64 ngôi mộ, Alto del Duende với 13 ngôi mộ và El Tablón, là nơi có các tác phẩm điêu khắc đá có liên quan.
Các Hypogeum điển hình đều có hướng hướng về phía tây, bao gồm một cầu thang xoắn ốc và một buồng chính rộng từ 10-12 mét, nằm sâu từ 5-8 mét bên dưới mặt đất, với một số hốc nhỏ hơn xung quanh, mỗi hốc có chứa một xác chết. Các bức tường được vẽ bởi những hình học, hình người và chữ tượng hình màu đỏ, đen và trắng. Một số bức tượng, các mảnh gốm và các loại vải còn sót lại có thể là do các vụ cướp mộ trước khi nơi đây được thành lập như một khu bảo tồn.
Nền văn hóa Tierradentro thời tiền Colombo đã tạo ra ra các khu vực chôn cất này trong thiên niên kỷ đầu tiên sau công nguyên tại công viên khảo cổ học Tierradentro có niên đại từ thế kỷ thứ 6 đến thứ 9. Các chi tiết trong tác phẩm điêu khắc và hình ảnh mô tả tương tự như các hình tại công viên khảo cổ San Agustín.
Công viên tạo ra doanh thu đáng kể cho nền kinh tế địa phương do số lượng khách du lịch trong và ngoài nước tới đây rất đông. Nó đã được UNESCO công nhận là di sản thế giới vào năm 1995. Công viên cũng được liệt kê trong Danh sách Di tích Thế giới 2012 bởi Quỹ Di tích Thế giới, danh sách của 100 di tích, hầu hết trong số đó đang bị đe dọa.